# Power ballad
Power ballad é um tipo de música normalmente caracterizado por ter um ritmo lento, suave e emocional, com presença comum de guitarras elétricas e/ou acústicas e menos ênfase na energia. Foi muito comum e popular durante a década de 1980. Algumas partes da música podem incluir uma forte percussão e baixo para aumento do efeito emocional, e mais tarde a volta de uma guitarra elétrica, para o climax da música. Nos anos 1980, estavam geralmente presentes em álbuns de bandas de soft rock, pop rock, hard rock, glam metal e heavy metal. Algumas bandas contemporâneas podem ainda incluir um forte uso de piano.

## Características
As power ballads de hard rock, glam metal e heavy metal geralmente usam solos mais lentos, eles também incluem o uso extensivo de harmonias e andamentos fortes, emocionais ou épicos. No rock e soft rock os temas líricos apresentam diferentes temas sentimentais como amor, dor, romance, perda, saudade e outros sentimentos, geralmente para repesentar um amor para com alguém em específico.

## Popularidade
As power ballads se iniciaram nos anos 70 até o fim dos anos 90 e se popularizaram na década de 80. As power ballads geralmente foram usadas por artistas ou bandas de heavy metal, rock e pop na década de 1980. Algumas bandas de rock dos anos 2000 trouxeram de volta o estilo em algumas músicas com uma abordagem musical mais contemporânea.

## Exemplos depower ballads
- "Every Rose Has Its Thorn" do Poison
- "Crazy", "I Don't Want to Miss a Thing", "Cryin' ", "Angel", do Aerosmith
- "I'll Be There for You", "Bed of Roses", "Always",        "This Ain't A Love Song", "Lie to Me", "These Days" e          "Silent Night" do Bon Jovi
- "Home Sweet Home", "You're All I Need", "Without You" e "Don't Go Away Mad (Just Go Away)" do Mötley Crüe
- "Don't Cry" e "November Rain" do Guns N' Roses
- "Wasting Love" e "Revelations" do Iron Maiden
- "Here I Go Again" e "Is This Love" do Whitesnake
- "Still Loving You" e "Believe In Love", "Send Me An Angel", e "Wind of Change" dos Scorpions
- "More Than Words" do Extreme
- "When I See You Smile" do Bad English
- "I Want to Know What Love Is" do Foreigner
- "Love Bites" e "Hysteria" do Def Leppard
- "Carrie" e "Open Your Heart" do Europe
- "I Remember You" do Skid Row
- "Beth" e "Forever" do Kiss [1]
- "Alone" do Heart [2]
- "Sister Christian" do Night Ranger
- "Heaven" do Bryan Adams
- "Purple Rain" do Prince
- "Total Eclipse Of The Heart" da Bonnie Tyler
- "The Jack", "Rock And Roll Ain't Noise Pollution" e "Are You Ready" dos AC/DC
- "Run For Cover" da April Ivy
- "Fade to Black"', "Nothing Else Matters" e "The Unforgiven" do Metallica